# The Crock of Gold
The Crock of Gold — второй студийный альбом группы Shane MacGowan and The Popes, изданный в 1997 году.

## Об альбоме
The Crock of Gold последний альбом группы с Шейном МакГованом у микрофона, если не считать вышедших в 2002 году сборника и концертного альбома. Альбом получил своё название от одноимённого романа ирландского писателя Джеймса Стивенса, обложку нарисовал сам лидер группы. The Crock of Gold звучит в духе первого альбома группы и является классической работой МакГована, где он написал практически все тексты и, как обычно, смешал народные мелодии с роком и панком. Лирика всё также полна любви, пьяной печали и одиночества, исполнение — твёрдости и душевности Шейна. The Crock of Gold является фактически последним полноценным студийным альбомом неистового ирландца, в 2000 году уставший музыкант покинул свою последнюю группу Shane MacGowan and The Popes.

## Список композиций
| №   | Название                   | Автор(ы)                       | Длительность |
| --- | -------------------------- | ------------------------------ | ------------ |
| 1.  | «Paddy Rolling Stone»      | МакГован                       | 4:36         |
| 2.  | «Rock 'n' Roll Paddy»      | МакГован                       | 3:30         |
| 3.  | «Paddy Public Enemy No. 1» | МакГован                       | 3:27         |
| 4.  | «Back in The County Hell»  | МакГован                       | 2:56         |
| 5.  | «Lonesome Highway»         | МакГован                       | 4:22         |
| 6.  | «Come to The Bower»        | Народная в обработке МакГована | 2:10         |
| 7.  | «Céilídh Cowboy»           | МакГован                       | 3:18         |
| 8.  | «More Pricks Than Kicks»   | МакГован                       | 3:07         |
| 9.  | «Truck Drivin' Man»        | МакГован                       | 2:45         |
| 10. | «Joey’s in America»        | МакГован                       | 3:10         |
| 11. | «B&I Ferry»                | The Popes                      | 6:18         |
| 12. | «Mother Mo Chroi»          | МакГован                       | 3:39         |
| 13. | «Spanish Lady»             | Народная в обработке МакГована | 2:25         |
| 14. | «St.John of Gods»          | МакГован                       | 7:17         |
| 15. | «Skipping Rhymes»          | Народная в обработке МакГована | 2:10         |
| 16. | «Maclennan»                | The Popes                      | 0:34         |
| 17. | «Wanderin' Star»           | Аль Лэрнер, Фредерик Лоу       | 3:14         |

## Участники записи
- Шейн МакГован — вокал, гитара
- Пол МакГиннесс — гитара, бэк-вокал
- Том МакАнимал — банджо
- Джон Майерс — скрипка, свисток, гитара
- Роберт Даулинг — бас-гитара, бэк-вокал
- Дэнни Поуп — ударные, бэк-вокал
- Киран Кили — аккордеон, свисток, бэк-вокал